# Уиллард, Франсис
Франси́с Э́лизабет Кэ́ролайн Уи́ллард (англ. Frances Elizabeth Caroline Willard; 28 сентября 1839, Черчвиль близ Рочестер (Нью-Йорк) — 18 февраля 1898, Нью-Йорк) — американская общественная деятельница, феминистка и суфражистка, просветительница и реформатор.

## Биография
Видный борец за права женщин и движения за предоставление женщинам избирательных прав, против дискриминации женщин в политической и экономической жизни.
Отстаивала создание профсоюзов для рабочих, восьмичасового рабочего дня, мер по оказанию помощи для бедных, создание муниципальных санаториев, национального бесплатного транспорта, федеральной помощи на образование, бесплатных школьных обедов в школах страны, ужесточения законов направленных против изнасилований, и защиту детей.
Основательница и с 1888 года председательница Всемирного женского союза христианской умеренности (World’s Woman’s Christian Temperance Union).
Была первым деканом-женщиной Северо-Западного университета в Чикаго.
He ограничиваясь борьбой за права женщин, активно выступала за введение в стране «сухого закона». В 1878 году стала президентом Женского христианского союза трезвости, и оставалась на этом посту в течение 19 лет

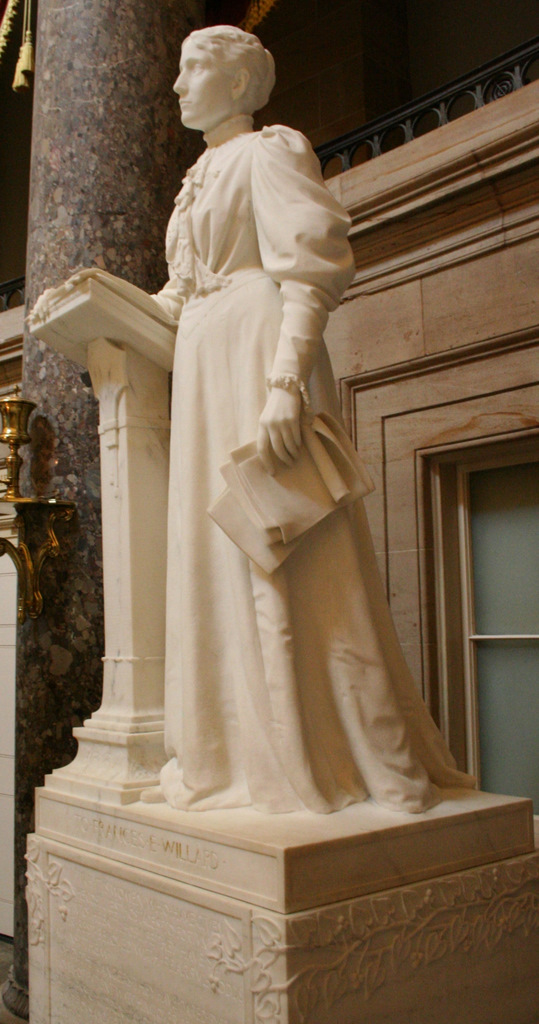
Памятник Ф. Уиллард в Капитолии США

Сыграла важную роль во внесение изменений в Конституцию США.
Автор книг:
- «Женщина и умеренность» (1883),
- «19 чудесных лет, или Очерки из жизни девушки» (1886),
- «Как добиться успеха: книга для девушек» (1888),
- «Взгляд на прошедший полувек» (1889).

## Память
В 1938 году в её честь был назван Уиллард-колледж. Подвижнической деятельности Ф. Уиллард посвящён роман М. Мейсон «Франсис Уиллард, женщина-крестоносец» (1961).